# Lontano dagli occhi (romanzo)
Lontano dagli occhi è un romanzo di Paolo Di Paolo, pubblicato nel ottobre 2019 dalla Feltrinelli a Milano, vincitore del Premio Viareggio Rèpaci 2020 nella sezione narrativa e tradotto in francese e tedesco.

## Trama
Il romanzo, ambientato negli anni 80 a Roma, racconta la triplice storia di tre giovani ragazze
Luciana, Valentina e Cecilia e la loro trasformazione da figlie a genitori.

## Edizioni
- Lontano dagli occhi, Milano, Feltrinelli, 2019, ISBN 9788807033636.